# Leandro Ávila
Leandro Corona Ávila, detto Leandro Ávila (Porto Alegre, 6 aprile 1971), è un allenatore di calcio ed ex calciatore brasiliano, di ruolo centrocampista.

## Carriera

### Club
Si è messo in evidenza con la maglia del Vasco da Gama diventandone capitano nel 1991, ed è stato acquistato dal Botafogo nel 1995, club col quale ha vinto il Campeonato Brasileiro Série A 1995. Nello stesso anno ha lasciato la squadra per trasferirsi al Fluminense, riuscendo a conquistarsi la prima convocazione nella nazionale verde-oro. Nel 1998 si è trasferito al Flamengo, squadra con la quale ha vinto tre campionati statali ed una Coppa Mercosur, nel 1999. Nel 2001 è tornato in prestito al Botafogo, ma nel 2002 ha fatto ritorno al Flamengo per poter disputare la Coppa Libertadores.
Ha giocato 133 partite nella massima serie del campionato brasiliano di calcio, e 189 partite complessive da professionista, senza mai segnare un gol.

### Nazionale
Con la Nazionale brasiliana ha giocato 8 partite tra 1995 ed il 1997, venendo incluso nella rosa dei convocati per la Copa América 1995, dove Mário Zagallo lo ha utilizzato 2 volte nel ruolo di attaccante aggiunto insieme con Ronaldo ed Edmundo.

## Palmarès

### Giocatore

#### Club

##### Competizioni statali
- Campeonato Carioca: 8

Vasco da Gama: 1987, 1988, 1992, 1993, 1994
Flamengo: 1999, 2000, 2001
- Taça Guanabara: 1

Botafogo: 1995

##### Competizioni nazionali
- Campionato brasiliano: 1

Botafogo: 1995
- Copa dos Campeões: 1

Flamengo: 2001

##### Competizioni internazionali
- Coppa Mercosur: 1

Flamengo: 1999

#### Individuale
- Bola de Prata: 1

1994